# Glacier Smith (Alaska)
Pour les articles homonymes, voir Smith.
Le glacier Smith est un glacier de 8 km de long situé dans l'État américain de l'Alaska. Il s'étend à 82 km à l'ouest de Valdez. Il a été nommé d'après le Smith College de Northampton, dans le Massachusetts, par les membres de l'expédition Harriman en Alaska de 1899.